# Theodor Lennström
Theodor Lennström, född 8 augusti 1994 i Stockholm, är en svensk professionell ishockeyspelare som spelar för Linköping HC i SHL. Lennströms moderklubb är AIK med vilka han gjorde seniordebut i SHL säsongen 2013/14. Inför säsongen 2015/16 värvades han av BIK Karlskoga och spelade under två säsonger för klubben i Hockeyallsvenskan. Därefter spelade han under fyra säsonger i SHL; två vardera för Färjestad BK och Frölunda HC. Han avslutade dock säsongen 2020/21 med spel i Nordamerika. Han hade 2020 skrivit ett avtal med NHL-klubben Edmonton Oilers och spelade därefter för klubbens farmarlag Bakersfield Condors i AHL.
2021 återvände han till Europa och inledde den följande säsongen med den ryska klubben Torpedo Nizjnij Novgorod i KHL. Han avslutade säsongen med en återkomst till Färjestad BK och vann SM-guld med klubben. Efter ytterligare en säsong med Färjestad spelade Lennström under två säsonger för den schweiziska klubben Genève-Servette HC i NL. Sedan maj 2025 tillhör han Linköping HC.
Han blev uttagen till det svenska landslaget vid OS i Peking 2022.

## Karriär

### Klubblag

#### 2013–2017: AIK och BIK Karlskoga
Lennström påbörjade sin ishockeykarriär i moderklubben AIK. Han spelade i olika ungdoms- och juniorlag i klubben fram till säsongen 2013/14 då han kombinerade spel med J20-laget och seniorlaget i SHL. Han gjorde SHL-debut den 28 oktober 2013 i en match mot Växjö Lakers HC. Den 28 januari 2014 noterades han för sitt första SHL-mål, på Tim Sandberg, i en 2–1-seger mot Örebro HK. AIK slutade på sista plats i grundserien där Lennström spelade 26 matcher och stod för ett mål och två assistpoäng. I den följande kvalserien, som Lennström inte deltog i, stod det klart att klubben degraderats till Hockeyallsvenskan. Den 16 maj 2014 bekräftade AIK att man förlängt avtalet med Lennström med ytterligare en säsong. Den 11 september samma år gjorde han debut i Hockeyallsvenskan i en 2–3-förlust mot Södertälje SK. Denna säsong fick Lennström sparsamt med istid och spelade endast 33 grundseriematcher där han noterades för en assistpoäng. AIK slutade näst sist i serien och tvingades till kvalspel för att hålla sig kvar i ligan.
Den 10 april 2015 stod det klart att Lennström lämnat AIK och skrivit ett tvåårskontrakt med seriekonkurrenten BIK Karlskoga. Den 24 september samma år gjorde han sitt första mål i Hockeyallsvenskan, på Jonas Johansson, i en 3–5-förlust mot Almtuna IS. På 50 grundseriematcher stod Lennström för elva poäng, varav ett mål. Karlskoga slutade på femte plats i grundserien och slogs sedan ut i den följande slutspelsserien där man slutade på tredje plats. Säsongen 2016/17 gjorde Lennström sin poängmässigt bästa grundserie i Hockeyallsvenskan. På 48 grundseriematcher stod han för 26 poäng. Med elva gjorda mål vann han den interna skytteligan bland backarna. Karlskoga slutade på andra plats i grundserien och tog sig via play off till direktkvalet till SHL, där man dock förlorade mot Rögle BK med 4–0 i matcher.

#### 2017–2023: Färjestad BK, Frölunda HC och spel utomlands

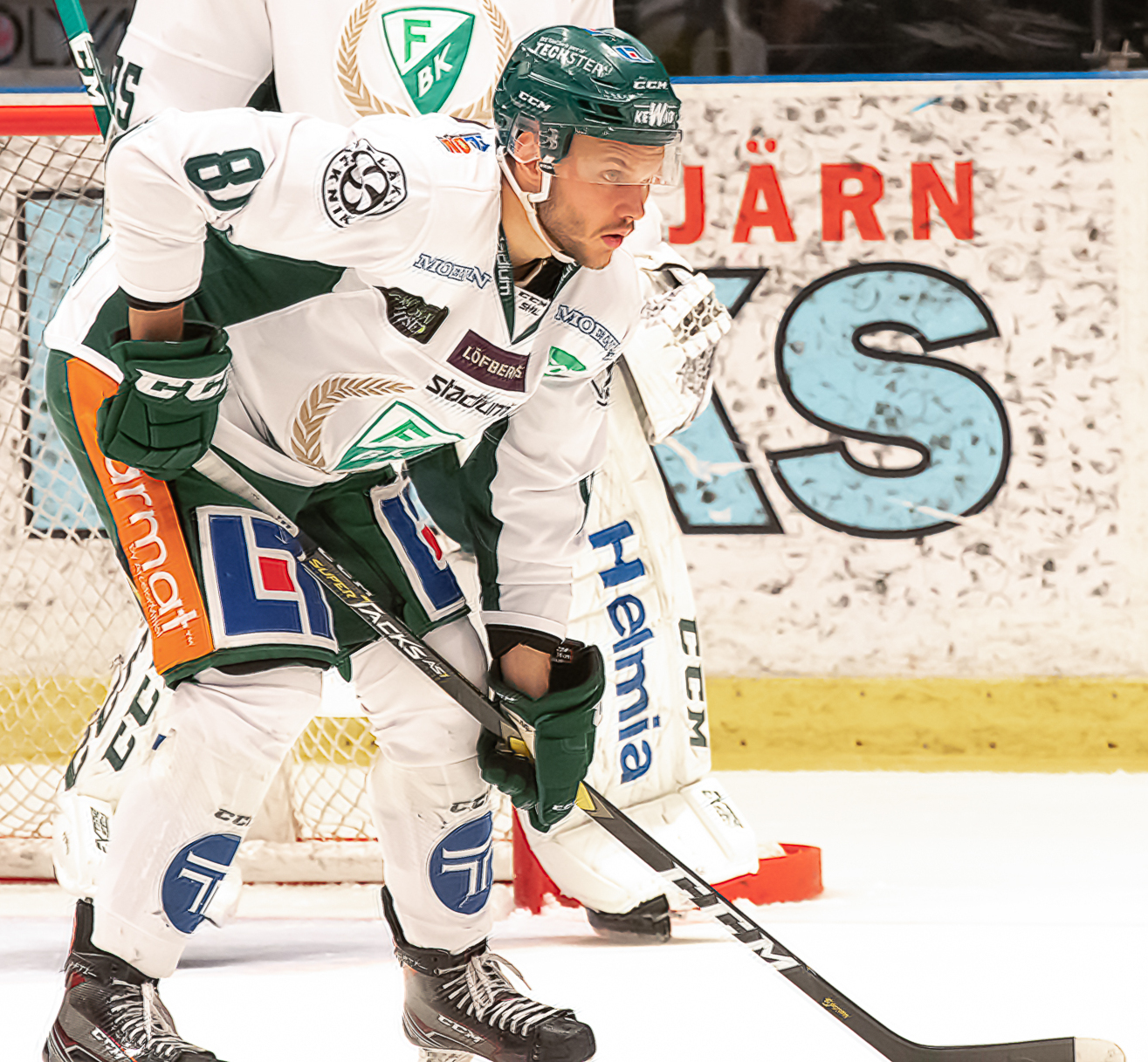
Lennström med Färjestad BK 2019.

Den 31 mars 2017 meddelades det att Lennström skrivit ett tvåårsavtal med Färjestad BK i SHL. Under sin första säsong i klubben stod han för 16 poäng, varav fem mål, på 47 grundseriematcher. Laget slutade på fjärde plats i grundserien och slogs därefter ut av Skellefteå AIK i slutspelet med 4–2 i matcher i kvartsfinalserien. Lennström missade flera av dessa matcher på grund av en skada. Under sin andra säsong i klubben spelade Lennström åter 47 grundseriematcher och stod denna gång för 15 poäng, varav två mål. Färjestad vann grundserien och tog sig till semifinal i SM-slutspelet, där man dock slogs ut efter en sju matcher lång serie mot Djurgårdens IF.
Den 8 maj 2019 bekräftades det att Lennström lämnat Färjestad då han skrivit ett tvåårskontrakt med seriekonkurrenten Frölunda HC. Efter att ha ådragit sig en skada i en match mot Djurgårdens IF i slutet av januari 2020 stod det den följande månaden klart att Lennström skulle behöva operera sig. Detta, och Covid-19-pandemin, gjorde att han missade återstoden av säsongen. Han stod för andra säsongen i följd för 15 poäng (tre mål, tolv assist), på 31 grundseriematcher. Den 29 april 2020 stod det klart att Lennström skrivit ett ettårskontrakt med Edmonton Oilers i NHL. I juli samma år meddelades det att Lennström skulle komma att lånas ut till Frölunda i inledningen av säsongen. Han hann spela 18 grundseriematcher och noterades för fyra mål och lika många assistpoäng innan han i december 2020 lämnade klubben för spel i Nordamerika. Lennström fick aldrig spela för Oilers; han tillbringade istället återstoden av säsongen med dess farmarklubb Bakersfield Condors i AHL. Den 5 februari 2021 gjorde han AHL-debut i en 1–4-förlust mot San Diego Gulls. I ett returmöte dagen därpå stod han för sitt första mål i ligan, på Lukas Dostal, i en 3–4-förlust. Han spelade totalt 23 matcher för Condors och stod för tio poäng.
Den 3 augusti 2021 meddelades det att Lennström skrivit ett ettårsavtal med den ryska klubben Torpedo Nizjnij Novgorod i KHL. Han gjorde KHL-debut månaden därpå, den 2 september, i en 3–6-förlust mot HK Vitjaz Podolsk. Tio dagar senare gjorde han sitt första mål i ligan, på Alexander Samonov, i en 3–2-seger mot SKA Sankt Petersburg. KHL-säsongen förkortades på grund av Covid-19-pandemin och den 12 februari 2022 stod det klart att Lennström återvänt till Sverige då han skrivit ett kontrakt för återstoden av säsongen med Färjestad BK. När han lämnade den ryska klubben var han lagets poängmässigt bästa back då han stod för 27 poäng på 40 matcher (9 mål, 18 assist). I återkomsten till Färjestad stod han för åtta poäng på elva grundseriematcher. Laget slutade på sjätte plats i grundserien och tog sig till SM-final genom att slå ut Skellefteå AIK och Rögle BK (båda med 4–2) i kvarts-, respektive semifinal. I finalserien besegrades Luleå HF med 4–3 i matcher och Lennström bärgade därmed sitt första SM-guld. I slutspelet slutade han på sjätte plats i poängligan och stod för 14 poäng på 19 matcher.
Innan Lennströms återkomst till Färjestad signerade han en kontraktsförlängning med Nizjnij Novgorod men lyckades bryta kontraktet och istället skriva ett fyraårsavtal med Färjestad, något som bekräftades den 25 juli 2022. Den 15 oktober samma år stod Lennström för fem poäng i en 7–5-seger mot Frölunda HC; noterbart är att han lyckades göra mål i spel 3 mot 5. På grund av olika skador missade Lennström flera perioder av säsongen. Trots att han endast spelade 34 grundseriematcher stod Lennström för sin poängmässigt bästa säsong dittills med 31 poäng (13 mål, 18 assist). Han var lagets poängmässigt bästa back och slutade på andra plats i backarnas skytteliga. Han spelade därefter endast i tre av lagets slutspelsmatcher, där man slogs ut av Frölunda HC med 4–3 i matcher.

#### Från 2023: Genève-Servette HC och Linköping HC
Den 1 mars 2023 meddelades det att Lennström nyttjat en klausul i sitt avtal och lämnat Färjestad för att istället skriva ett tvåårsavtal med den schweiziska klubben Genève-Servette HC i National League. Han missade de elva inledande matcherna av grundserien i NL efter att ha ådragit sig en skada under en match i Champions Hockey League i början av september 2023. Han gjorde NL-debut den 14 oktober samma år i en match mot SC Bern. Den följande månaden ådrog han sig en ny skada och var inte åter i spel förrän februari 2024. Den 2 mars 2024 noterades han för sitt första mål i ligan, på Leonardo Genoni, i en 3–2-förlust mot EV Zug. Han spelade totalt endast 17 grundseriematcher och stod för två mål och nio assistpoäng. Laget slutade på tionde plats i grundserien och slogs därefter ut i play-in av EHC Biel. I sin andra säsong med klubben ådrog sig Lennström ytterligare en skada i november 2024, som höll honom från spel i elva matcher. Genève-Servette slutade på tolfte plats i grundserien och misslyckades därmed att ta sig till slutspel. Lennström var lagets poängmässigt bästa back och stod för 23 poäng på 41 grundseriematcher, varav fyra mål. Utöver detta var han också den i laget som drog på sig flest utvisningsminuter (55).
Den 5 maj 2025 bekräftades det att Lennström återvänt till Sverige och skrivit ett treårskontrakt med Linköping HC i SHL.

### Landslag
Lennström blev initialt inte uttagen att spela OS i Peking men efter fall av Covid-19 i truppen tog han den 31 januari 2022 in som ersättare. Lennström gjorde A-landslagsdebut i Tre Kronors andra match i turneringen, den 11 februari 2022, i en 4–1-seger mot Slovakien. Sverige kom tvåa i grupp C efter att man endast förlorat mot Finland, efter förlängningsspel. I slutspelet slog laget sedan ut Kanada i kvartsfinal med 2–0. I den efterföljande semifinalen föll man dock mot Ryssland efter straffläggning, med 1–2. Sverige fick därmed spela bronsmatch, mot Slovakien, där man besegrades med 0–4. Lennström gick poänglös ur de fem matcher han spelade.

## Statistik

### Klubblag
| 2013–14                  | AIK                      | SHL                      | 26  | 1  | 2  | 3  | 2   | —  | — | —  | —  | —  |
| 2014–15                  | AIK                      | HA                       | 33  | 0  | 1  | 1  | 22  | 9  | 0 | 1  | 1  | 2  |
| 2015–16                  | BIK Karlskoga            | HA                       | 50  | 1  | 11 | 12 | 30  | 5  | 2 | 4  | 6  | 0  |
| 2016–17                  | BIK Karlskoga            | HA                       | 48  | 11 | 15 | 26 | 36  | 10 | 2 | 3  | 5  | 18 |
| 2017–18                  | Färjestad BK             | SHL                      | 47  | 5  | 11 | 16 | 24  | 3  | 0 | 0  | 0  | 2  |
| 2018–19                  | Färjestad BK             | SHL                      | 47  | 2  | 13 | 15 | 34  | 14 | 0 | 1  | 1  | 6  |
| 2019–20                  | Frölunda HC              | SHL                      | 31  | 3  | 12 | 15 | 10  | —  | — | —  | —  | —  |
| 2020–21                  | Frölunda HC              | SHL                      | 18  | 4  | 4  | 8  | 8   | —  | — | —  | —  | —  |
| 2020–21                  | Bakersfield Condors      | AHL                      | 19  | 2  | 5  | 7  | 6   | 4  | 0 | 3  | 3  | 5  |
| 2021–22                  | Torpedo Nizhny Novgorod  | KHL                      | 40  | 9  | 18 | 27 | 14  | —  | — | —  | —  | —  |
| 2021–22                  | Färjestad BK             | SHL                      | 11  | 3  | 5  | 8  | 8   | 19 | 4 | 10 | 14 | 18 |
| 2022–23                  | Färjestad BK             | SHL                      | 34  | 13 | 18 | 31 | 18  | 3  | 0 | 1  | 1  | 8  |
| 2023–24                  | Genève-Servette HC       | NL                       | 17  | 2  | 9  | 11 | 4   | 2  | 1 | 0  | 1  | 4  |
| 2024–25                  | Genève-Servette HC       | NL                       | 41  | 4  | 19 | 23 | 55  | —  | — | —  | —  | —  |
| SHL totalt               | SHL totalt               | SHL totalt               | 214 | 31 | 65 | 96 | 104 | 39 | 4 | 12 | 16 | 34 |
| Hockeyallsvenskan totalt | Hockeyallsvenskan totalt | Hockeyallsvenskan totalt | 131 | 12 | 27 | 39 | 88  | 24 | 4 | 8  | 12 | 20 |
| National League totalt   | National League totalt   | National League totalt   | 58  | 6  | 28 | 34 | 59  | 2  | 1 | 0  | 1  | 4  |

### Landslag
| År            | Lag           | Turnering     | Matcher | Mål | Assists | Poäng | Utv. |
| ------------- | ------------- | ------------- | ------- | --- | ------- | ----- | ---- |
| 2022          | Sverige       | OS            | 5       | 0   | 0       | 0     | 2    |
| Senior totalt | Senior totalt | Senior totalt | 5       | 0   | 0       | 0     | 2    |